# 焼尾荒鎮
焼尾荒鎮（しょうびこうちん）とは、中国・唐の時代に初めて高官の地位に就いた者が御礼として皇帝に食事を献上した儀礼。後に科挙で進士になった人が親族・知人に対して振舞う食事のことも指すようになった。

## 概要
日本でも唐の影響を受けて後者の意味での焼尾荒鎮が行われ、新しい官職に就いた者が部下などに対して食事を振舞う慣例が生じた。だが、この習慣が盛んになると、新任者に対して部下の方から焼尾荒鎮を要求する例も登場して問題となった。そのため、貞観8年（866年）になると、天皇の許可なくこうした宴会を開く事を禁じる勅を出した。だが、効果は乏しく9世紀を通じて何度も禁令が出されている。
なお、大臣が就任時に開いた大饗が確立したのは、貞観年間とされており、天皇が認める焼尾荒鎮の例外であったと見られている。